# Aug. Bolten Wm. Miller’s Nachfolger

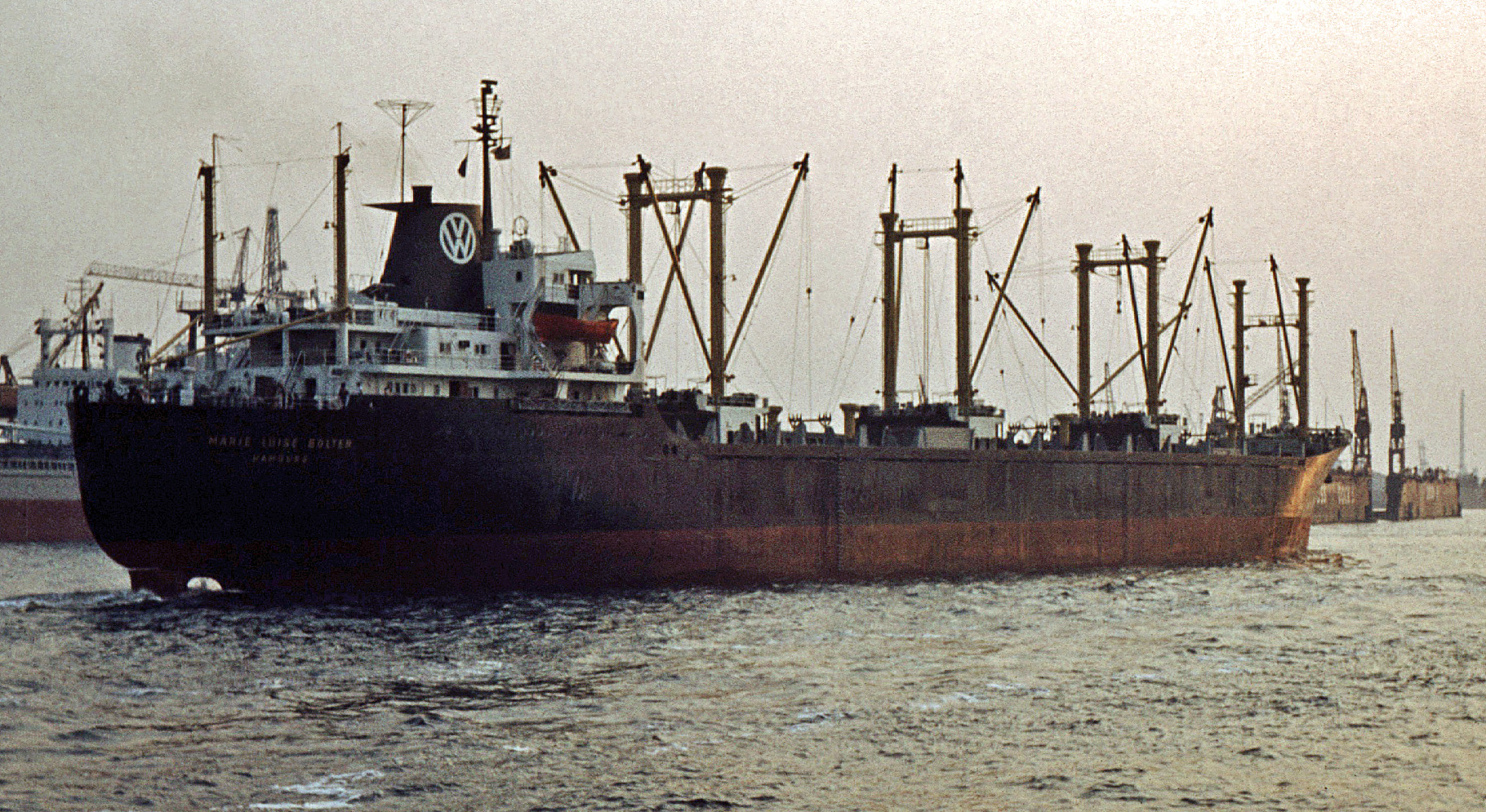
Massengutfrachter Marie Luise Bolten 1973 beim Autotransport für VW

Aug. Bolten Wm. Miller’s Nachfolger (GmbH & Co.) KG unter dem Konzern der Bolten Holding GmbH & Co. KG ist eine Reederei mit Sitz in Hamburg, die in der siebten Generation betrieben wird.

## Einzelheiten
Das Unternehmen geht auf den 1767 im schottischen  Perth geborenen William Miller zurück. Miller wanderte 1797 nach Hamburg ein und wurde 1801 Hamburger Bürger. Sein Nachfolger wurde 1841 August Bolten, der sich um den Aufbau verschiedener Schifffahrtslinien verdient machte. So zählte er unter anderem 1847 zu den Mitbegründern der Hamburg-Amerikanischen Packetfahrt-Actien-Gesellschaft wie auch 1871 zu den Gründungsmitgliedern der Hamburg Südamerikanischen Dampfschifffahrts-Gesellschaft.

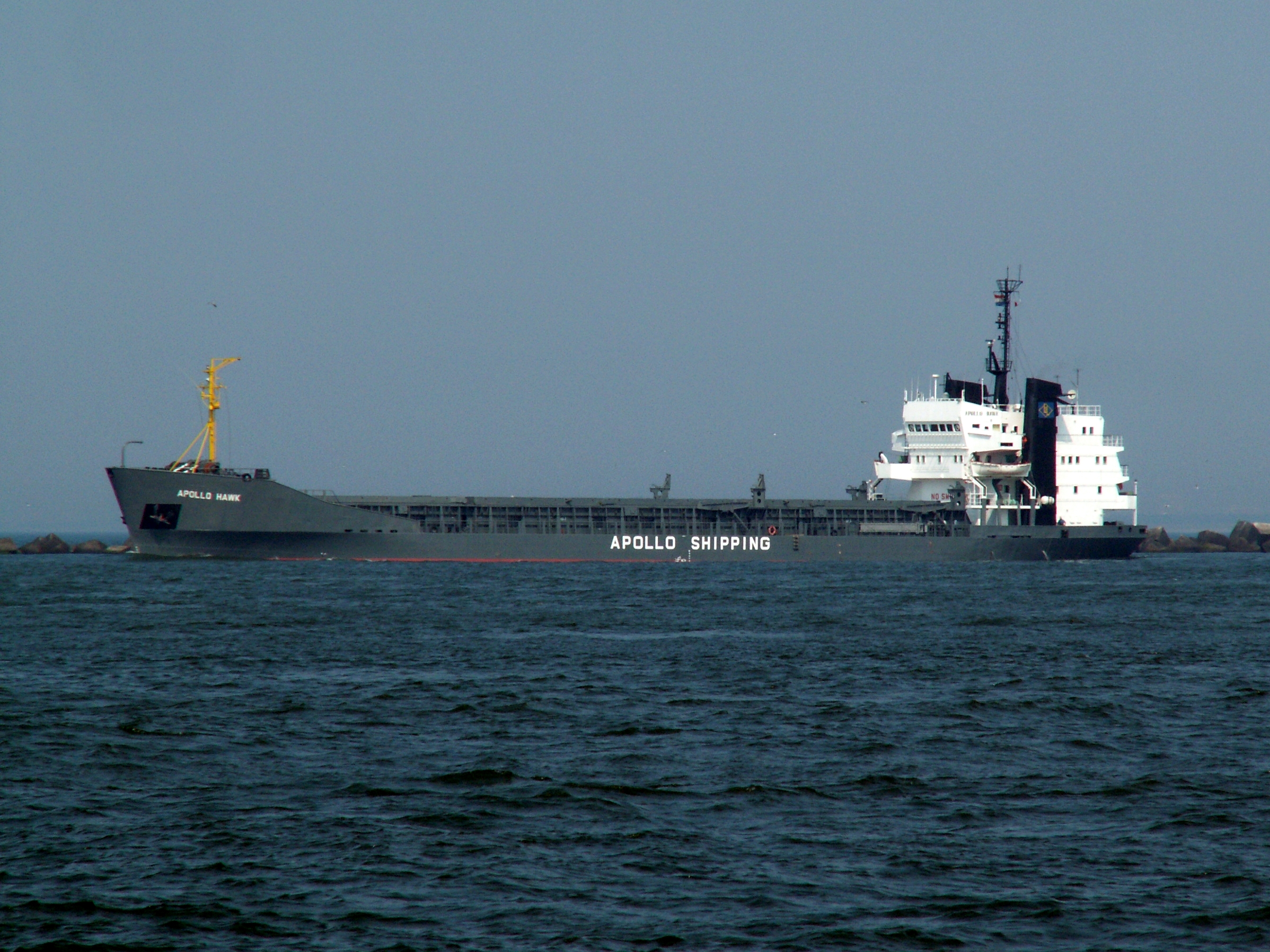
Die ehemalige Alice Bolten

In den Jahren nach dem Ersten Weltkrieg zog die Reederei Bolten schwedische Reeder unter die seinerzeit kostengünstigere deutsche Flagge. Während des Zweiten Weltkriegs ging nahezu die komplette Bolten-Flotte verloren. Ab 1951 begann mit dem ersten Nachkriegsneubau August Bolten der Wiederaufbau, der sich während der 1950er und 1960er Jahre fortsetzte. Im Zuge dessen baute Bolten zusammen mit weiteren Partnern Anfang der 1960er Jahre auch die zwischen Deutschland und Schweden verkehrende TT-Line auf. Ende der 1960er Jahre gehörte Bolten zu den noch wenigen deutschen Reedereien in der Containerschifffahrt. Im darauffolgenden Jahrzehnt engagierte sich Bolten im Betrieb von Autotransportern.
Heute betreibt die Reederei mehrere Massengut-, Mehrzweck- und Feederschiffe. Darüber hinaus arbeitet das Unternehmen auch in der Bereederung fremder Schiffe.